# 沔城回族镇
沔城回族镇，是中华人民共和国湖北省仙桃市下辖的一个乡镇级行政单位。

## 行政区划
沔城回族镇下辖以下地区：
沔城社区、洲岭村、黄金村、袁娄村、江北村、二羊村、古柏门村、七红村、南桥村、上关村、王河村、邵沈渡村和城郊村。